# Antonov An-72
El Antonov An-72 (designación OTAN: Coaler) es un avión de transporte STOL desarrollado en la Unión Soviética por la compañía ucraniana Antonov. Fue diseñado como avión de transporte táctico STOL y previsto como reemplazo del Antonov An-26, pero sus variantes han logrado gran éxito como aviones de carga comerciales.

## Historia y diseño

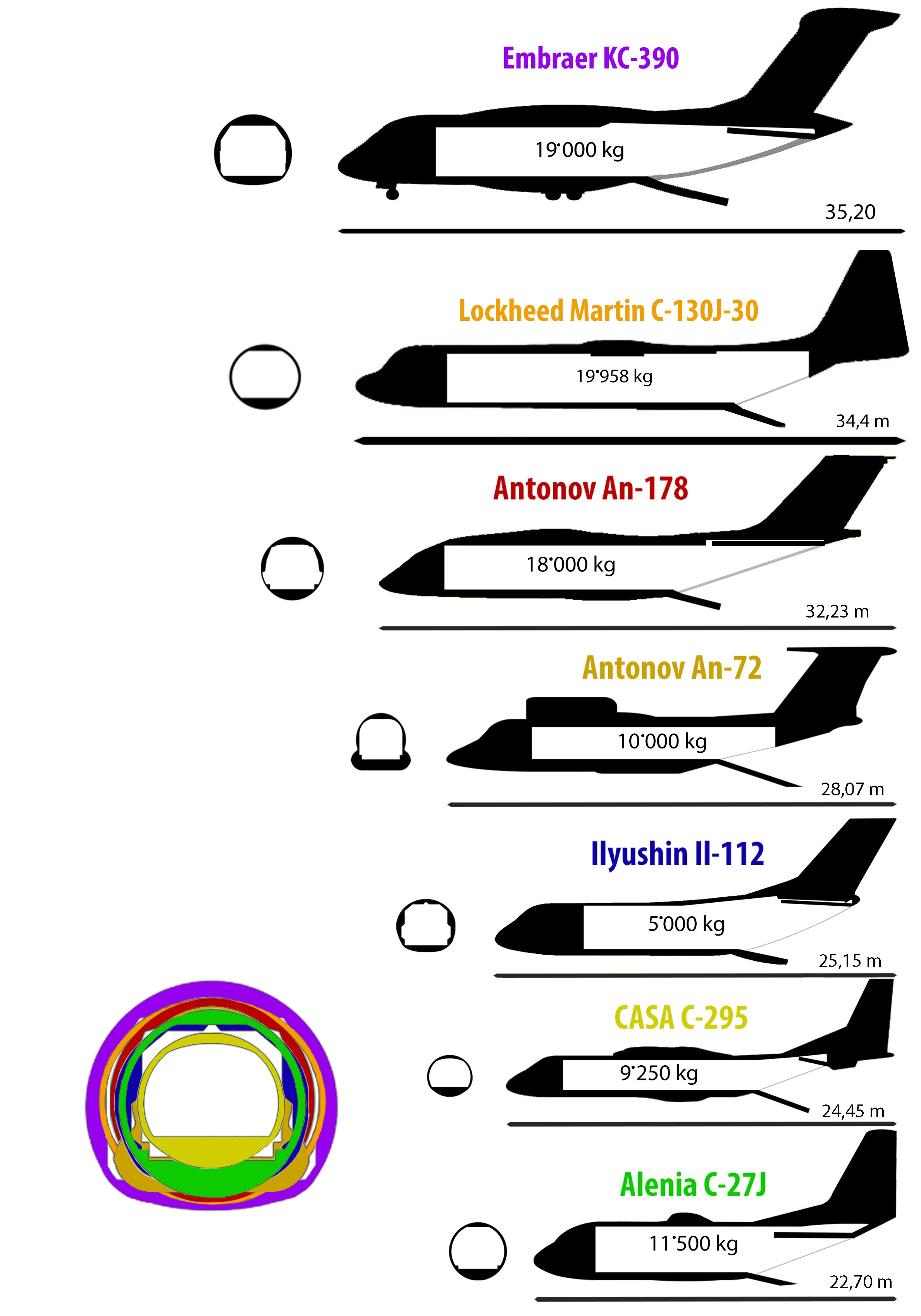
Comparación de aviones de transporte medio

El prototipo del Antonov AN-721 que voló por primera vez el 22 de diciembre de 1977, era el primer avión a reacción producido por la oficina de diseño Antonov.  Producido con tándem con el An-74, la variante Antonov An-74 agrega la capacidad de funcionar en condiciones atmosféricas difíciles en regiones polares. Otras versiones An-72 incluyen el avión de transporte An-72S VIP y de patrulla marítima, el An-72P.
Una característica interesante del diseño de los An-72 y An-74 es el uso del nuevo concepto del USB (upper-surface blowing, o soplado sobre el extradós), en el que el chorro generado por los turbofán de alta relación de derivación se dirige por medio de unos flaps de borde de fuga de diseño especial, que canalizan finalmente el empuje del reactor hacia abajo gracias al llamado efecto Coandă. Este principio exige situar los motores por encima y delante de las alas, muy cerca del fuselaje, para reducir en lo posible el problema de la asimetría. La producción comenzó a principio de los 80.
El An-72 se asemeja a un avión anterior, el Boeing experimental YC-14. Boeing podría introducir al An-72 como nueva opción para una futura competición de ser incorporado al ejército de Estados Unidos (FCA) en algún programa de transporte aéreo militar medio.
El An-72 a menudo es llamado  Cheburashka por los rusos porque con sus motores y sus ductos de ingreso de aire situados cerca del fuselaje de la aeronave, se asemejan mucho a la osita Cheburashka, una caricatura animada muy popular en las historietas soviéticas/rusas.

## Operadores

### Operadores civiles
Para agosto de 2006 un total de 51 aeronaves de los modelos Antonov An-72 y Antonov An-74 permanecen en servicio con numerosas líneas aéreas. Los más grandes operadores incluyen a Badr Airlines (3), Enimex (5), Gazpromavia (12), y a Shar Ink (8). Otras 17 aerolíneas operan pequeños números de este modelo.
 Estonia
- Enimex

 Rusia
- Aeroflot
- Gazpromavia
- Yamal Airlines
- UTair Cargo

 Sudán
- Badr Airlines

### Operadores militares
Egipto
- Fuerza Aérea Egipcia - 1 + 2 (An-74T-200A) (6 más ordenados)

 Georgia
- Fuerza Aérea Georgiana

 Irán
- Fuerza Aérea del Ejército de los Guardianes de la Revolución Islámica - 4 (An-74TK-200) 7 (An-74T-200)

 Moldavia
- Fuerza Aérea de Moldavia - 2

 Rusia
- Fuerza Aérea Rusa

 Ucrania
- Fuerza Aérea de Ucrania - 26

 Guinea Ecuatorial
- Fuerza Aérea de Guinea Ecuatorial - 1

 Venezuela

## Accidentes e Incidentes
- El 3 de agosto de 2020 un Antonov AN-72TK propiedad de UTair Cargo matrícula RA-74044, excursionó del Aeropuerto de Gao en Mali. El avión se encontraba realizando un vuelo para la Organización de las Naciones Unidas (ONU), que partió del Aeropuerto de Bamako con destino al de Gao ambos en Mali.[3]

## Especificaciones

### Características generales
- Tripulación: 3
- Capacidad: 32-68 pasajeros
- Longitud: 26,6 m (87,2 ft)
- Envergadura: 25,8 m (84,7 ft)
- Altura: 8,2 m (27 ft)
- Superficie alar: 9,6 m² (103,6 ft²)
- Peso máximo al despegue: 30 500 kg (67 222 lb)
- Planta motriz: 2× turbofán Lotarev D-36.
  - Empuje normal: 63,7 kN (6495 kgf; 14 320 lbf) de empuje cada uno.

### Rendimiento
- Velocidad máxima operativa (Vno): 705 km/h (438 MPH; 381 kt)
- Velocidad crucero (Vc): 600 km/h (373 MPH; 324 kt)
- Alcance: 4800 km (2592 nmi; 2983 mi)
- Techo de vuelo: 11 000 m (36 089 ft)

### Desarrollos relacionados
- Antonov An-71
- Antonov An-74

### Aeronaves similares
- Boeing YC-14